# Sanchezia
Sanchezia is een geslacht uit de acanthusfamilie (Acanthaceae). De soorten uit het geslacht komen voor in Venezuela en het westelijke deel van Zuid-Amerika.

## Soorten
- Sanchezia arborea Leonard & L.B.Sm.
- Sanchezia aurantiaca Leonard & L.B.Sm.
- Sanchezia aurea Leonard & L.B.Sm.
- Sanchezia bicolor Leonard & L.B.Sm.
- Sanchezia coccinea Leonard & L.B.Sm.
- Sanchezia coleifolia Leonard & L.B.Sm.
- Sanchezia conferta Leonard
- Sanchezia cyathibractea Mildbr.
- Sanchezia dasia Leonard & L.B.Sm.
- Sanchezia decora Leonard & L.B.Sm.
- 'Sanchezia ecuadorensis Leonard
- Sanchezia ferreyrae Leonard & L.B.Sm.
- Sanchezia filamentosa Lindau
- Sanchezia flava Leonard
- Sanchezia fosteri Wassh.
- Sanchezia killipii Leonard
- Sanchezia klugii Leonard & L.B.Sm.
- Sanchezia lampra Leonard & L.B.Sm.
- Sanchezia lasia Leonard & L.B.Sm.
- Sanchezia lispa Leonard & L.B.Sm.
- Sanchezia longiflora (Hook.f.) Hook.f. ex Planch.
- Sanchezia loranthifolia Lindau
- Sanchezia lutea Leonard
- Sanchezia macrocnemis (Nees) Wassh.
- Sanchezia megalia Leonard & L.B.Sm.
- Sanchezia munita (Nees) Planch.
- Sanchezia oblonga Ruiz & Pav.
- Sanchezia ovata Ruiz & Pav.
- Sanchezia parvibracteata Sprague & Hutch.
- Sanchezia parviflora Leonard
- Sanchezia pedicellata Leonard & L.B.Sm.
- Sanchezia pulchra Leonard
- Sanchezia punicea Leonard & L.B.Sm.
- Sanchezia putumayensis Leonard
- Sanchezia rhodochroa Leonard & L.B.Sm.
- Sanchezia rosea Leonard
- Sanchezia rubriflora Leonard
- Sanchezia sanmartinensis Leonard & L.B.Sm.
- Sanchezia scandens (Lindau) Leonard & L.B.Sm.
- Sanchezia sericea Leonard
- Sanchezia siraensis Wassh.
- Sanchezia skutchii Leonard & L.B.Sm.
- Sanchezia speciosa Leonard
- Sanchezia sprucei Lindau
- Sanchezia stenantha Leonard
- Sanchezia stenomacra Leonard & L.B.Sm.
- Sanchezia sylvestris Leonard
- Sanchezia tarapotensis Leonard & L.B.Sm.
- Sanchezia thinophila Leonard
- Sanchezia tigrina Leonard
- Sanchezia villosa Leonard & L.B.Sm.
- Sanchezia williamsii Leonard
- Sanchezia woytkowskii Leonard & L.B.Sm.
- Sanchezia wurdackii Wassh.
- Sanchezia xantha Leonard & L.B.Sm.

... · 
Acanthopsis · 
Acanthus · 
Achyrocalyx · 
Afrofittonia · 
Ambongia · 
Ancistranthus · 
Andrographis · 
Angkalanthus · 
Anisacanthus · 
Anisosepalum · 
Anisotes · 
Anomacanthus · 
Aphanosperma · 
Aphelandra · 
Ascotheca · 
Asystasia · 
Avicennia · 
Ballochia · 
Barleria · 
Barleriola · 
Blepharis · 
Borneacanthus · 
Boutonia · 
Brachystephanus · 
Bravaisia · 
Brillantaisia · 
Brunoniella · 
Calacanthus · 
Calycacanthus · 
Camarotea · 
Carlowrightia · 
Celerina · 
Cephalacanthus · 
Chalarothyrsus · 
Chamaeranthemum · 
Chileranthemum · 
Chlamydacanthus · 
Chlamydocardia · 
Chorisochora · 
Chroesthes · 
Clinacanthus · 
Clistax · 
Codonacanthus · 
Conocalyx · 
Cosmianthemum · 
Crabbea · 
Crossandra · 
Crossandrella · 
Cyclacanthus · 
Cynarospermum · 
Cyphacanthus · 
Danguya · 
Dasytropis · 
Dichazothece · 
Dicladanthera · 
Dicliptera · 
Dischistocalyx · 
Duosperma · 
Dyschoriste · 
Ecbolium · 
Echinacanthus · 
Elytraria · 
Encephalosphaera · 
Eranthemum · 
Eremomastax · 
Filetia · 
Fittonia · 
Forcipella · 
Glossochilus · 
Graphandra · 
Graptophyllum · 
Gymnostachyum · 
Gypsacanthus · 
Hansteinia · 
Haplanthodes · 
Harpochilus · 
Hemigraphis · 
Henrya · 
Herpetacanthus · 
Heteradelphia · 
Holographis · 
Hoverdenia · 
Hulemacanthus · 
Hygrophila · 
Hypoestes · 
Ichthyostoma · 
Isoglossa · 
Isotheca · 
Jadunia · 
Justicia · 
Kalbreyeriella · 
Kosmosiphon · 
Kudoacanthus · 
Lankesteria · 
Leandriella · 
Lepidagathis · 
Megalochlamys ·
Ruellia · 
Strobilanthes · 
Thunbergia · 
...